# دال-إي
دال-إي (بالإنجليزية: DALL-E)‏ ودال-إي 2 هم نماذج تعلم متعمق من تطوير شركة أوبن أيه آي الأمريكية، يمكنه انتاج صور استناداً إلى تلقينات تتألف ممّا يصل إلى 400 حرف أو إلى صور يحمّلها المستخدم.

## وصلات خارجية
- الموقع الرسمي